# Oreobates machiguenga
Oreobates machiguenga is een kikker uit de familie Strabomantidae en werd voor het eerst wetenschappelijk beschreven door Padial, Chaparro, Castroviejo-Fisher, Guayasamin, Lehr, Delgado, Vaira, Teixeira, Aguayo-Vedia en De la Riva in 2012. De soort komt voor in Peru in de provincie Cuzco op hoogtes van 1400 meter boven het zeeniveau.